# Línea M-011 (Bahía de Cádiz)
La Línea M-011 (línea roja) es una ruta de transporte público en autobús del Consorcio de Transportes de la Bahía de Cádiz. Es una de las dos líneas que comunican la capital provincial, Cádiz, con su ciudad vecina, San Fernando.
Esta línea empezó a funcionar en abril de 2009 debido a las obras que se están realizando en la Calle Real de San Fernando, con motivo de las obras del Tranvía Metropolitano de la Bahía de Cádiz. El autobús que comunicaba Cádiz con San Fernando, el de la línea M-010, dejó de servir al centro de San Fernando y pasó a cubrir la zona norte; y esta nueva línea, la M-011, empezó a dar cobertura a la zona sur de la ciudad.
Después del fin de las obras en la Avenida del Puerto de Cádiz, desde el 28 de septiembre de 2010 vuelve a estar activa la parada de esta línea en la Plaza de España, sirviendo esta como terminal de la línea. La parada en la Avenida del Puerto se mantiene como correspondencia con las demás modos de transporte del intercambiador de Plaza de Sevilla.
La línea está explotada por las empresas Tranvía de Cádiz a San Fernando y Carraca, S.A. y Transportes Generales Comes, S.A.